# Mercedes-Benz W15
La sigla W15 era la sigla con cui viene indicata la 170, autovettura di fascia media prodotta dal 1931 al 1936 dalla Casa tedesca Mercedes-Benz.

## Storia e profilo
La 170 W15 (da non confondere con la successiva 170V che ne sarebbe stata l'erede) fu la prima Mercedes-Benz interamente progettata e realizzata da Hans Nibel dopo che questi aveva sostituito Ferdinand Porsche nel 1928. Infatti, il primissimo periodo di Hans Nibel come direttore tecnico alla Mercedes-Benz venne impiegato semplicemente per apportare migliorie alla gamma già esistente, gamma interamente nata dalla mente di Herr Porsche. Ma al Salone di Parigi del 1931, venne presentata una nuova vettura, la 170 appunto, che andava a completare verso il basso la gamma e che testimoniava il difficile momento economico che gravava a livello planetario, momento immediatamente successivo al crollo della Borsa di New York nel 1929. In un periodo di crisi occorre che Case automobilistiche tradizionalmente legate alla produzione di lusso tendano a proporre modelli di fascia inferiore.
Dalla 170 venne derivato il furgone 'L300, basato sullo stesso telaio e sulla stessa meccanica.

### La170
La 170 era un'auto che andava quindi a porsi alla base della gamma Mercedes-Benz, ma non per questo voleva essere un'auto spartana, anzi, la 170 è considerata uno dei capolavori di Hans Nibel. Nonostante fosse la più economica delle Mercedes-Benz di allora, la vettura era stata dotata di quelli che all'epoca erano gli ultimi ritrovati della tecnica automobilistica.
Ed allora ecco che il telaio della 170 non era più in lamiera d'acciaio stampata, ma composto da due tubi a sezione ovale disposti ad X. Su questo telaio trovavano posto le nuove sospensioni a ruote indipendenti su entrambi gli assi, con avantreno a balestra trasversale e retrotreno a semiassi oscillanti. Si trattò della prima vettura di serie ad adottare tale sistema di sospensioni. Su entrambi gli assi erano presenti ammortizzatori idraulici.
Tra le altre varie "chicche" offerte in anteprima dalla 170 vi era inoltre il bloccasterzo, per dissuadere eventuali ladri d'auto.
Il "cuore" della 170 era il motore M15, un'unità da 1.7 litri in grado di erogare fino a 32 CV e di spingere la vettura fino a 90 km/h di velocità massima. Il cambio era a tre marce più overdrive, con frizione monodisco a secco. L'impianto frenante era idraulico a quattro tamburi.
La 170 fu prodotta in varie carrozzerie, tra cui tre versioni di berlina e le sportiveggianti roadster e cabriolet. Le prime 170 era di forma più squadrata, ma andando avanti con la produzione divennero più filanti ed aerodinamiche. In ogni caso furono poche le modifiche apportate alla 170 nel corso della sua produzione.
La 170 ottenne un ottimo successo di vendite e venne tolta di produzione nel 1936, anno in cui al suo posto venne lanciata la 170V W136.

### LaL300
Nella primavera del 1932 venne lanciata la Mercedes-Benz L300 una camionetta che utilizzava la stessa base meccanica della 170, e che quindi ne ereditava anche le peculiarità tecniche, tra cui le sospensioni a ruote indipendenti e l'impianto frenante.  Tali caratteristiche ne facevano un mezzo più sicuro rispetto alle camionette Mercedes-Benz di fascia superiore. La capacità di carico di questo veicolo era di 300 kg e le prestazioni erano all'incirca le stesse della normale autovettura da cui derivava.
Venne prodotto fino al 1936.